# Tende shōwaru kyūpiddo
 (février 2024).
Si vous disposez d'ouvrages ou d'articles de référence ou si vous connaissez des sites web de qualité traitant du thème abordé ici, merci de compléter l'article en donnant les références utiles à sa vérifiabilité et en les liant à la section « Notes et références ».
Tende shōwaru kyūpiddo (てんで性悪キューピッド) est un manga de Yoshihiro Togashi, publié en 1990. Le titre peut être traduit par « Cupidon pas tout à fait mauvais ». Il a connu des rééditions en 1994 et 2002.

## Résumé de l’histoire
Ryūji Koinobori, 15 ans, est le fils d’un important chef Yakuza, Tatsuzō Koinobori. Son père est connu pour être un véritable obsédé, ayant de nombreux enfants de différentes femmes. C’est un trait héréditaire, puisque le grand-père paternel de Ryūji avait le même caractère, son arrière-grand-père également, et ainsi de suite.
Ryūji, lui, ne rêve que d’anges et fées, ne s’intéressant absolument pas aux femmes. Son père le considère comme un échec et se désespère qu’il soit un jour un héritier digne de lui.
Dégoûté par sa famille qu’il considère dépravée, et notamment quatre de ses sœurs avec qui il vit, Ryūji fugue régulièrement, pour à chaque fois revenir.
Lors d’une de ses tentatives, il assiste à l’apparition d’un démon en forme de jeune fille, avec une queue fourchue. Bien évidemment personne ne le croit quand il raconte cette histoire.
Le lendemain, Ryūji se retrouve à nouveau face à face avec ce démon, qui dit s’appeler Maria, et a été engagée par son propre père (qui ignore cependant sa nature de démon) pour faire de son fils un obsédé digne de la famille Koinobori.